# Эдди Митчелл
Эдди Митчелл (псевдоним; настоящее имя Клод Муан) (род. 3 июля 1942 года, XI округ Парижа, Франция) — французский певец и актёр, телеведущий, лауреат премии «Сезар» за лучшую роль второго плана (1996, фильм «Любовь в лугах»).

## Биография
Родился в семье банковской служащей и автомеханика.
В юности работал служащим в банке «Креди Лионне», затем курьером в страховой компании.
На рубеже 1950-х - 1960-х годов начал карьеру певца в группе «Чёрные носки» (Les Chaussettes noires). Группа сразу завоевала популярность.
В кино Митчелл дебютировал в начале 1960-х годов, сначала исполнив песню «Rock des Karts» в фильме «Une grosse tête», а затем исполнив роль самого себя в одной из новелл фильма «Парижанки» («Les parisiennes»).
Звёздными для Митчелла-певца стали 1970-е годы, когда после нескольких лет мучительных поисков он выпустил сольный альбом «Sur la route de Memphis» (1976). Ко многим своим песням Митчелл сам написал слова, и на дисках под этими песнями стоит его настоящее имя — Клод Муан.
Как киноактёр Эдди Митчелл смог завоевать популярность в 1980-е годы, когда снялся в фильме «Безупречная репутация» Бертрана Тавернье.
С 19 января 1982 года по 28 декабря 1998-го был ведущим телепрограммы «La Dernière Séance» (по названию одной из самых известных его песен), где рассказывал о послевоенном американском кино. За это время на канале «France 3» вышло 192 выпуска передачи, в ходе которых Митчелл представил публике 361 фильм (из них 24 показывались в рамках передачи повторно).
В 2000 году прервал концертное турне, чтобы пройти курс лечения от рака.
В сентябре 2011 года дал свои последние концерты в рамках турне под названием «Come-back».
Однако фильмы с участием Митчелла продолжают выходить в свет.

## Дискография

### Наиболее известные хиты
- Sur la route de Memphis (1976).
- Pas de Boogie Woogie (1976).
- «La Dernière Séance» (1977).
- Il ne rentre pas ce soir (1978).
- Tu peux préparer le café noir (1979).
- Couleur menthe à l’eau (1980).
- Cimetière des éléphants (1982).

## Фильмография
- 1981 — «Безупречная репутация» — Ноно;
- 1983 — «Внимание! Женщина…» (дословный перевод названия — «Осторожно, в одной женщине может скрываться другая!») — Венсан Дюбуа;
- 1984 — «Смерть судье!» — Морис Брюно;
- 1984 — «Франкенштейн-90» — Фрэнк;
- 1986 — «Около полуночи» — пьянчуга в баре «Blue Note»;
- 1991 — «Когда наступит конец света» — Раймон Монне;
- 1991 — «Тотальная слежка» — Альбер «Эйнштейн»;
- 1995 — «Любовь в лугах» — Жерар;
- 2006 — «Весна в Париже» — Жорж;
- 2007 — «Новеллы Мопассана» (2007—2011, телесериал, новелла «Наследство») / L’Héritage (2007)
- 2009 — «Век Мопассана. Повести и рассказы XIX столетия» (2009—2010, телесериал, новелла «Копилка») / La Cagnotte (2009)